# Val van Tripoli (1289)
De Val van Tripoli vond plaats op 26 april 1289 en betekende het einde van het graafschap Tripoli, een van de laatst overgebleven kruisvaardersstaten.

## Achtergrond
Na de plotse dood van de kinderloze graaf Bohemund VII van Tripoli in 1287 ontstond er een troonstrijd tussen zijn moeder Sibylla van Armenië en zijn zus Lucia van Tripoli. Lucia verbleef op dat moment in Frankrijk. Benedetto Zaccaria, admiraal van de republiek Genua profiteerde van de situatie om zijn positie in Tripoli te versterken. De republiek Venetië, pas hersteld van de Venetiaans-Genuese oorlog 1256-1270, zag dit met lede ogen aan en pookte sultan Al-Mansur Qalawun van de Mammelukkensultanaat Caïro aan om in te grijpen.
In 1288 vertrok Lucia vanuit Apulië naar Tripoli. Ze kreeg steun van de republiek Genua, de Tempeliers en de Hospitaalridders. Koning Hendrik II van Cyprus, stuurde zijn broer Amalrik van Tyrus.

## Beleg
Qalawun begon de belegering van Tripoli in maart 1289. Met een aanzienlijk leger en grote katapulten stond hij voor de muren van de stad. De muren bleken niet bestand tegen de salvo's van de mammelukken en de stad werd onder de voet gelopen. Zij die niet konden vluchten werden afgeslacht. Degenen die hun toevlucht hadden gezocht op het nabijgelegen eiland Saint-Thomas, werden op 29 april gevangen genomen. Vrouwen en kinderen werden als slaven meegenomen en 1200 gevangenen werden naar Alexandrië gestuurd om in het nieuwe arsenaal van de sultan te werken. Lucia kon ontkomen.

## Vervolg
Twee jaar later vond het Beleg van Akko (1291) plaats, dit betekende het einde van het kruisvaarderstijdperk in de Levant.